# Stenia grisealis
Stenia grisealis là một loài bướm đêm trong họ Crambidae.